# Domjur
Domjur é uma vila no distrito de Haora, no estado indiano de Bengala Ocidental.

## Demografia
Segundo o censo de 2001, Domjur tinha uma população de 16 822 habitantes. Os indivíduos do sexo masculino constituem 50% da população e os do sexo feminino 50%. Domjur tem uma taxa de literacia de 69%, superior à média nacional de 59,5%: a literacia no sexo masculino é de 73% e no sexo feminino é de 65%. Em Domjur, 10% da população está abaixo dos 6 anos de idade.